# Luís António de Sousa Botelho Mourão

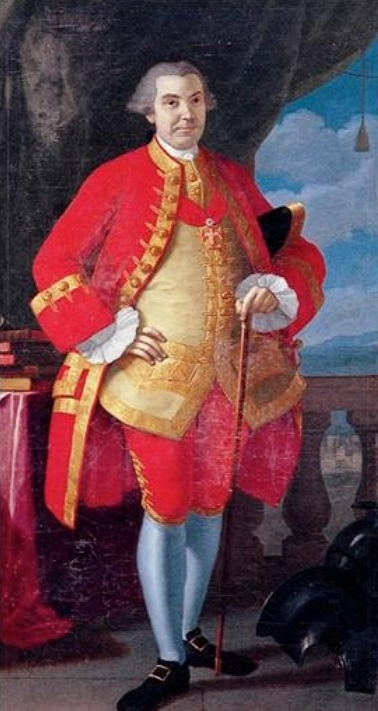
Luís de Sousa Botelho Mourão, Gemälde in der Casa de Mateus aus dem 18. Jahrhundert

Luís António de Sousa Botelho Mourão, Morgado de Mateus (* 21. Februar 1722 in Amarante; † 5. Oktober 1798 in Vila Real) war ein portugiesischer hoher Beamter. Nach der Wiederherstellung des Kapitanats São Paulo wurde er von 1765 bis 1775 dessen erster Generalkapitän.

## Lebenslauf

### Familie
Er war legitimer Sohn von Joana Maria de Sousa, Majoratsherrin auf dem Gut Moroleiros in Amarante, und António José Botelho Mourão (1688 – 1746), einem Angehörigen des niederen Adels (portugiesisch Fidalgo) am portugiesischen Hof, Ritter des Christusordens, Oberstleutnant der Kavallerie und 3. Morgado de Mateus (Majoratsherr auf Mateus). Dieser hatte im Spanischen Erbfolgekrieg mit Auszeichnung gedient. Er ließ den Mateuspalast in Vila Real um 1743 in barockem Stil neu errichten.
Luís António war mit Leonor Ana Luísa Josefa de Portugal (1722 – 1806) verheiratet, einer Tochter von Rodrigo de Sousa Coutinho Castelo-Branco e Menezes (1680 – ?) und Maria Antónia de São Boaventura de Meneses Monteiro Paim (1685 – ?).

### Brasilien
Der umstrittene und tatkräftige Morgado de Mateus wurde von Marquês de Pombal entsandt, um das Kapitanat São Paulo neu zu organisieren. Er wurde 1765 Gouverneur des neu errichteten Kapitanats, das 1748 nach dem Ende des Goldrauschs in São Paulo aufgelöst und in das Kapitanat Rio de Janeiro integriert worden war. Er förderte die Zuckerproduktion, um das Kapitanat nach dem Ende des Goldzyklus wirtschaftlich wieder lebensfähig zu machen. In den zehn Jahren seiner Amtszeit erhob er etwa zwanzig Siedlungen zu Gemeinden (freguesias) und Städten (vilas), darunter auch Lages auf der Hochebene von Santa Catarina, die damals zum Kapitanat São Paulo gehörte. Zweck dieser Gründungen war es, die Grenzen Brasiliens gegen das spanische Reich zu verteidigen.
Dabei geriet er aber auch mit den Metropolitan- und Kolonialbehörden in Lissabon wegen der militärischen Strategie gegenüber den Spaniern im Süden des Landes aneinander. Da er mit der Beschränkung auf ein Vorgehen nur im äußersten Süden nicht einverstanden war, setzte er die Besetzung und Befestigung im Westen unter anderem mit der Errichtung des Militärplatzes von Iguatemi im heutigen Bundesstaat Mato Grosso do Sul durch.
Er sandte in den Jahren 1768 bis 1771 sechs Expeditionen aus, um das Landesinnere im Süden des Kapitanats zu erkunden und die Grenzen zum spanischen Gebiet am La Plata festzulegen. Die Expeditionen fuhren die Nebenflüsse Rio Ivaí, Rio Piquirí und Rio Iguaçu des Rio Paraná hinunter. Man nannte sie die Tibagi-Expeditionen nach dem Nebenfluss des Paranapanema, so dass die Spanier dachten, sie blieben weit entfernt von ihrer Grenze, in der Nähe der Stadt São Paulo. Eine der Expeditionen, die Bandeira von Hauptmann Estevão Ribeiro Baião durchquerte 1768 das Land zwischen Rio Ivaí und Rio Piquiri. Sie nannten das Gebiet nach ihrem Generalkapitän Campo do Mourão. Hieraus entstand der Name der größten Stadt des Gebiets, Campo Mourão, und auch der Name des Flusses Rio Mourão.

### Auszeichnungen
Luís António de Sousa Botelho Mourão trug die folgenden Ehrentitel und Auszeichnungen: 
- Ratsherr Seiner Majestät (Conselheiro de Sua Majestade),
- Edler Ritter des Königshauses (Fidalgo Cavaleiro da Casa Real),
- Oberstleutnant der Dragoner von Chaves (Tenente-Coronel dos Dragões de Chaves),
- Herr auf Honra e Ovelha do Marão (18. Juni 1756),
- Generalkapitän des Kapitanats São Paulo (1765 – 1775),
- Bürgermeister der Stadt Bragança (durch königliche Urkunde vom 3. Oktober 1772),
- Herr des Majorats Mateus, Cumieira, Arroios, Sabrosa und Fontelas,
- Kommandeur der Heiligen Maria von Vermiosa im Christusorden.[3]

## Kinder
- José Maria do Carmo de Sousa Botelho Mourão e Vasconcelos, 5. Morgado de Mateus (* 9. März 1758 in Vila Real, † 1. Juni 1825 in Paris) ⚭ mit 1. Maria Teresa de Noronha (* 1760, † ?, ⚭ 23. November 1783 in Lissabon) und 2. Adélaïde Marie Émilie Filleul (* 1761, † 1836, ⚭ 1802 in Paris)
- Maria Antónia do Carmo de Portugal e Sousa (1740 – 1820), ⚭ mit José de Almeida Vasconcelos de Oliveira Soveral de Carvalho Baron von Mossâmedes, 1. Vicomte von Lapa (1753 – ?)
- Francisca Joana do Carmo (* 1759)
- António José de Sousa Portugal (* 1762)
- Juan José de Souza y Viana Botelho Mourão e Vasconcelos (* 24. Dezember 1763 in Vila Real, † 9. Januar 1823 in Guadalajara, Mexiko).